# Stefan Estby
Stefan Holger Estby, född 1 juni 1947 i Eskilstuna, är en svensk författare, svensklärare och redaktör.
Han debuterade som författare med läroboken Från bysmed till dataoperatör (1986). Han har gett ut ungdomsböckerna Beskjuten (2001), Jagad (2002) och Plåtad (2004) tillsammans med sonen Victor Estby. Böckerna handlar om 15-årige Ted, som bor i Stockholmsförorten Gröndal. Böckerna vänder sig till tonårspojkar som annars inte läser så mycket.
Var redaktör för antologin Insikter (2005). I antologin medverkade, förutom han själv, bland andra David Ericsson, Sven Olov Karlsson, Maria Hamberg, Andreas Svanberg, Ulf Stolt och Victor Estby med noveller. 
Estby var redaktör för romanen Esther av Stig Hagskog (2008) och Det du vill men inte vågar av Tõive Kivikas (2009).
Stefan Estby är medlem i Författarcentrum Öst och Sveriges Författarförbund, Barn- och ungdomssektionen BUS samt även aktiv som lokalombud för Lärarnas Riksförbund och i Svensklärarföreningen.
Han är far till musikern och producenten Fred Estby och författaren och journalisten Victor Estby.